# Phyllovates brevicollis
Phyllovates brevicollis es una especie de mantis de la familia Mantidae.

## Distribución geográfica
Se encuentra en Perú.